# Emil Kreplin
Emil Kreplin, né le 5 juillet 1871 à Barth et mort à Swakopmund en Namibie le 5 avril 1932, est un fonctionnaire colonial allemand et un entrepreneur. Il est le premier maire de Lüderitz, au Sud-Ouest africain allemand, l'actuelle Namibie.

## Biographie
Emil Kreplin apprend le métier de forgeron, puis s'engage à Demmin dans le 9e régiment d'uhlans (de), et rejoint la Schutztruppe au Sud-Ouest africain allemand. Il quitte le service pour raisons de santé au bout de 12 ans, retourne brièvement en Allemagne, puis revient et s'installe à Lüderitz. Il y devient chef de gare pour la société Lenz & Co. et le supérieur hiérarchique du contremaître August Stauch (de).
Le 8 avril 1908, l'ouvrier Zacharias Lewala apporte au contremaître une pierre inhabituelle, qui se révèle être un diamant. Stauch révèle la trouvaille à Kreplin et peu après ils s'assurent les droits d'exploitation minière de la région. Kreplin fait ainsi partie des fondateurs de la société diamantifère Charlottental, créée en 1908, puis devient le directeur de Kolmankupper Diamond Mines Ltd.
Il acquiert également un ranch à Kubub, au sud de Aus, où il élève des chevaux pour l'exploitation minière, ainsi que des chevaux de course. Cet élevage est considéré comme étant une origine probable des chevaux du Namib retournés depuis à l'état sauvage. En 1909, Kreplin commande à l'architecte Friedrich Kramer une maison à Lüderitz, dans la Bergstrasse, qui est depuis inscrite au patrimoine. 
Après l'occupation britannique au début de la Première Guerre mondiale Emil Kreplin est interné. Sa femme décède en 1918 lors d'une épidémie de grippe. Kreplin rejoint l'Allemagne en 1920. Lorsque la société Diamond Mines Ltd. est dissoute en 1923, il fait construire une villa au Wolziger See et épouse une veuve, mère de trois enfants. Lui-même a une fille de sa première union. 
En 1925, Kreplin retourne pour une année avec sa fille et une de ses belles-filles en Afrique. Après avoir perdu en Allemagne une grande partie de sa fortune, il s'installe définitivement en Afrique en janvier 1930. Sa fille épouse le fermier Gustav Rösemann. Après la destruction de ses biens lors d'un violent orage, il se rend à Swakopmund pour implorer l'aide de ses amis. Il est de plus en plus évident que celle-ci lui est refusée, et Kreplin, sexagénaire, se tue sur la plage, d'une balle dans le cœur.